# Rule the World
Rule the World è un singolo dei Take That pubblicato nel 2007. Venne inserito nella colonna sonora del film fantasy Stardust e successivamente nella ristampa dell'album Beautiful World.

## Tracce
Singolo CD Regno Unito
1. Rule the World (Radio Edit) – 3:58
2. Stay Together – 3:57

Singolo maxi CD Germania
1. Rule the World (Radio Edit) – 3:58
2. Stay Together – 3:57
3. Rule the World (Video)

## Classifiche
| Classifica (2007) | Posizione massima |
| ----------------- | ----------------- |
| Austria           | 50                |
| Belgio (Fiandre)  | 63                |
| Danimarca         | 32                |
| Europa            | 7                 |
| Germania          | 15                |
| Irlanda           | 3                 |
| Italia            | 6                 |
| Paesi Bassi       | 57                |
| Regno Unito       | 2                 |
| Svizzera          | 25                |